# George Harpur Crewe
Sir George Harpur Crewe VIII baronetto (1º febbraio 1795 – 1º gennaio 1844) è stato un politico inglese, tory che rappresentò la circoscrizione del Sud Derbyshire.

## Biografia

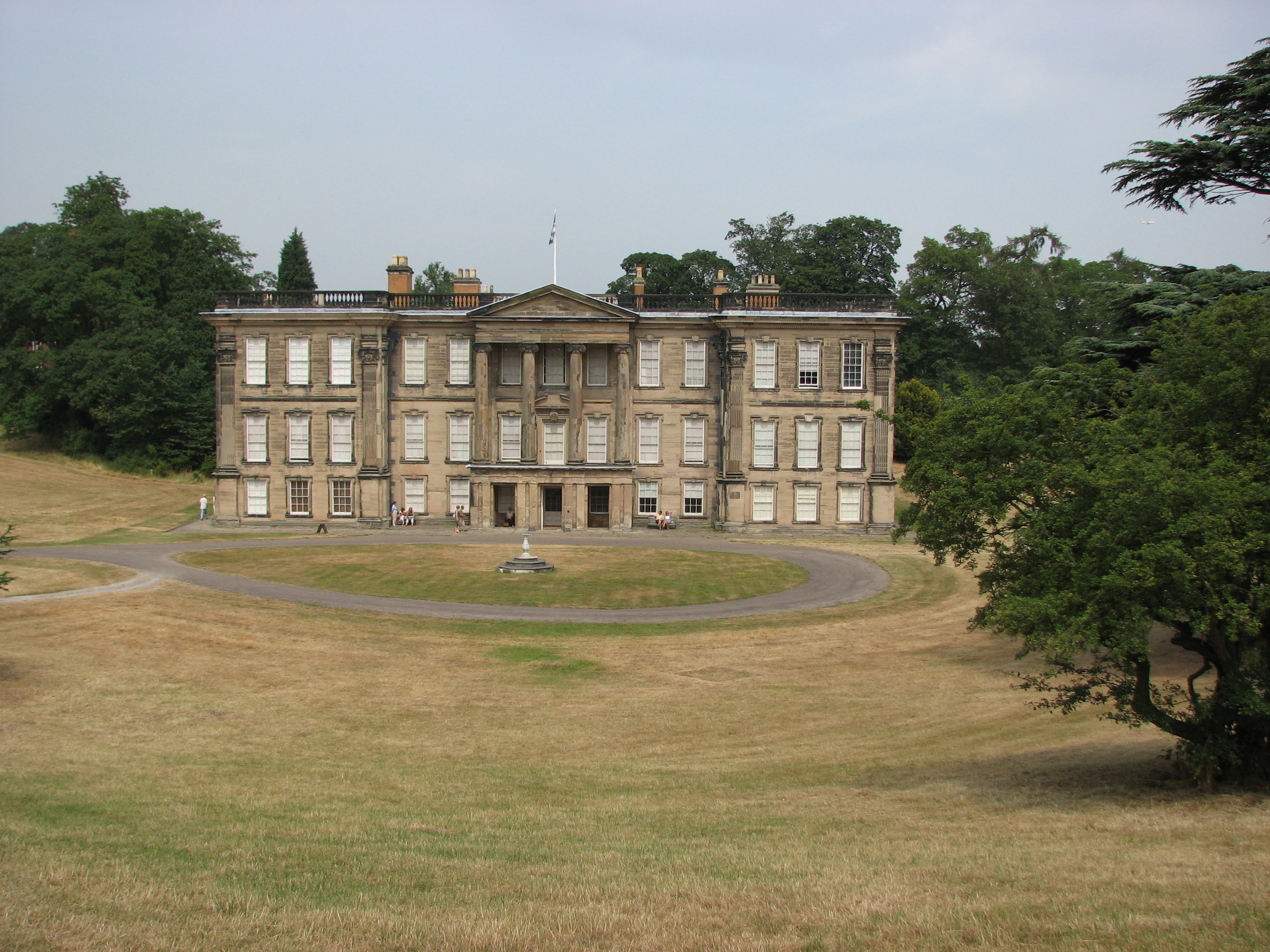
Facciata di Calke Abbey

Harpur Crewe era il figlio superstite di Sir Henry Harpur VII baronetto e sua moglie Ann Hawkins, figlia di Isaac Hawkins. Suo padre prese il nome e le armi dei Crewe per beneplacito regio nel 1808. Harpur Crewe fu educato alla Rugby School e succedette al padre, morto per una caduta  il 7 febbraio 1818, all'età di ventiquattro anni, ereditando il titolo di baronetto, Calke Abbey che era la casa di famiglia ed estese proprietà nel Derbyshire, Staffordshire, Leicestershire . 
Harpur Crewe fu chiamato alla carica di High Sheriff del Derbyshire nel 1821. Dopo molti anni dopo essersi interessato delle sue proprietà, fu convinto a presentarsi come membro del Parlamento per il Sud Derbyshire nel 1835, e ancora lo fece nel 1837. Declinando la sua salute si ritirò nel 1841.
Harpur Crewe fu un generoso filantropo con forti principi cristiani, e fu considerato "troppo coscienzioso per un membro del Parlamento ".  La famiglia Harpur Crewe era di grandi collezionisti, e Sir George raccolse dipinti, uccelli ed animali impagliati.  Harper Crewe divenne il presidente del Derby Town and County Museum and Natural History Society nel 1836; questa associazione si trasformerà poi nel Derby Museum and Art Gallery.
Morì nella sua casa a Calke Abbey. Aveva sposato nel 1819 Jane Whitaker, figlia del reverendo Thomas Whitaker, Vicario di Mendham, Norfolk. Ebbero sei figli e gli succedette il figlio Sir John Harpur Crewe, IX baronetto.

## Ascendenza
|                                     |   |                                      | Genitori                            |  |  | Nonni |  |  | Bisnonni                  |  |  | Trisnonni                 |  |
|                                     |   |                                      |                                     |  |  |       |  |  | Henry Harpur, V baronetto |  |  | John Harpur, IV baronetto |  |
|                                     |   |                                      |                                     |  |  |       |  |  | Henry Harpur, V baronetto |  |  | John Harpur, IV baronetto |  |
|                                     |   | Catherine Crewe                      |                                     |  |  |       |  |  | Henry Harpur, V baronetto |  |  |                           |  |
| Henry Harpur, VI baronetto          |   |                                      |                                     |  |  |       |  |  | Henry Harpur, V baronetto |  |  |                           |  |
|                                     |   | Caroline Manners                     | John Manners, II duca di Rutland    |  |  |       |  |  |                           |  |  |                           |  |
|                                     |   | Caroline Manners                     | John Manners, II duca di Rutland    |  |  |       |  |  |                           |  |  |                           |  |
|                                     |   | Caroline Manners                     | Lucy Sherard                        |  |  |       |  |  |                           |  |  |                           |  |
| Henry Crewe, VII baronetto          |   | Caroline Manners                     |                                     |  |  |       |  |  |                           |  |  |                           |  |
|                                     |   | Francis Greville, I conte di Warwick | William Greville, VII barone Brooke |  |  |       |  |  |                           |  |  |                           |  |
|                                     |   | Francis Greville, I conte di Warwick | William Greville, VII barone Brooke |  |  |       |  |  |                           |  |  |                           |  |
|                                     |   | Francis Greville, I conte di Warwick | Mary Thynne                         |  |  |       |  |  |                           |  |  |                           |  |
| Frances Greville                    |   | Francis Greville, I conte di Warwick |                                     |  |  |       |  |  |                           |  |  |                           |  |
|                                     |   | Elizabeth Hamilton                   | Archibald Hamilton                  |  |  |       |  |  |                           |  |  |                           |  |
|                                     |   | Elizabeth Hamilton                   | Archibald Hamilton                  |  |  |       |  |  |                           |  |  |                           |  |
|                                     |   | Elizabeth Hamilton                   | …                                   |  |  |       |  |  |                           |  |  |                           |  |
| George Harpur Crewe, VIII baronetto |   | Elizabeth Hamilton                   |                                     |  |  |       |  |  |                           |  |  |                           |  |
|                                     | … | …                                    |                                     |  |  |       |  |  |                           |  |  |                           |  |
|                                     | … | …                                    |                                     |  |  |       |  |  |                           |  |  |                           |  |
|                                     | … | …                                    |                                     |  |  |       |  |  |                           |  |  |                           |  |
| Isaac Hawkins                       | … |                                      |                                     |  |  |       |  |  |                           |  |  |                           |  |
|                                     |   | …                                    | …                                   |  |  |       |  |  |                           |  |  |                           |  |
|                                     |   | …                                    | …                                   |  |  |       |  |  |                           |  |  |                           |  |
|                                     |   | …                                    | …                                   |  |  |       |  |  |                           |  |  |                           |  |
| Ann Hawkins                         |   | …                                    |                                     |  |  |       |  |  |                           |  |  |                           |  |
|                                     |   | …                                    | …                                   |  |  |       |  |  |                           |  |  |                           |  |
|                                     |   | …                                    | …                                   |  |  |       |  |  |                           |  |  |                           |  |
|                                     |   | …                                    | …                                   |  |  |       |  |  |                           |  |  |                           |  |
| …                                   |   | …                                    |                                     |  |  |       |  |  |                           |  |  |                           |  |
|                                     |   | …                                    | …                                   |  |  |       |  |  |                           |  |  |                           |  |
|                                     |   | …                                    | …                                   |  |  |       |  |  |                           |  |  |                           |  |
|                                     |   | …                                    | …                                   |  |  |       |  |  |                           |  |  |                           |  |
|                                     |   | …                                    |                                     |  |  |       |  |  |                           |  |  |                           |  |